# Myš domácí
Myš domácí (Mus musculus) je malý savec z řádu hlodavců z čeledi myšovití, pro kterého je charakteristický špičatý čenich, velké kulaté uši a dlouhý ocas téměř bez chlupů. Je to jeden z nejhojnějších druhů rodu myš (Mus). Ačkoli je myš domácí volně žijící živočich, výrazně získala na spojení s lidskými obydlími, a to do té míry, že skutečně volně žijící populace jsou podstatně méně časté než poloochočené populace v blízkosti lidských aktivit.
Myš domácí byla domestikována jako domácí mazlíček či myš ozdobná a jako laboratorní myš, která je jedním z nejdůležitějších modelových organismů v biologii a v medicíně. Kompletní referenční genom myši byl sekvenován v roce 2002. Nápadnou vlastností je schopnost extrémně rychlého množení myši domácí, jediný pár může za rok přivést na svět až 72 potomků.
Mezinárodní unií pro ochranu přírody IUCN byla myš domácí v roce 2000 zařazena mezi 100 nejhorších invazních druhů světa.

## Některé charakteristické znaky a odlišnosti

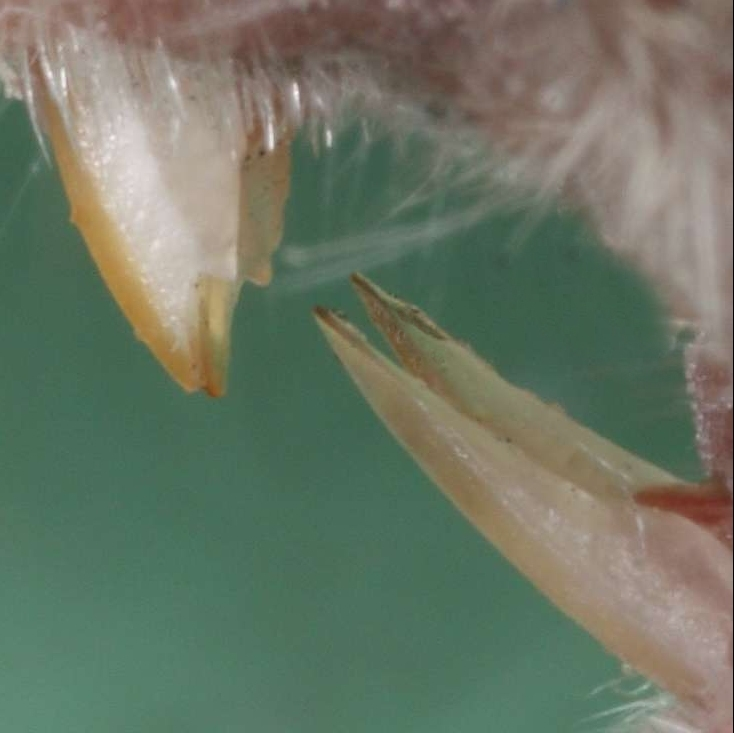
Horní přední zuby mají zářez

Myši západoevropské se poněkud liší od myší žijících např. na Slovensku, nebo i jinde ve východní Evropě, hlavně délkou těla a ocásku. Čím více na východě myš žije, tím je její ocásek kratší.
Myš je na poměry své velikosti poměrně rychlým savcem. Dokáže vyvinout rychlost až přes 3,5 m/s (12,8 km/h), což je na poměry těla dlouhého do 10 cm (nepočítaje ocásek) velmi vysoká rychlost.

## Jednotlivé části těla
- játra: slabě vyvinutá vazivová tkáň mezi jaterními lalůčky → téměř od sebe nejsou ohraničeny. Jsou tam také kolem cév lymfoidní buňky.
- Má žlučový měchýř (na rozdíl od potkana)
- Vřetenní kost a Loketní kost jsou spojené vazivově → nelze provést supinaci a pronaci.
- Kompakta dlouhých kostí: na příčném průřezu malý počet osteonů.
- Zdvojením poplicnice vzniká pleurální vak pro srdeční lalok plíce.
- V ledvině je jen jedna papila ledvinná. V ledvině je hodně glykogenu – hlavně u mladých zvířat.
- Nadledvina: ostré ohraničení mezi kůrou a dření viditelné pouhým okem.
- Děloha: jednovrstevný cylindrický epitel, spodní úsek krčku: vrstevnatý dlaždicový epitel. Děložní žlázky ojediněle málo rozvětvené. U březí myši rozšíření cév v děloze, okolní tkáň se překrví.
- Odlišnosti (od člověka) také v placentě.
- Příštítná žláza člověk má dva páry, hlodavci mají jeden pár.
- erytrocyty: průměr 5,7 μm, anizocytóza (kolísá velikost), počet 6–11 miliónů v μl
- aorta: 6–10 elastických blanek u medie, směrem k periférii řídnou
- slezina: bílá dřeň je na příčném řezu viditelná pouhým okem
- kůže: není stratum lucidum, není pigment v epidermis ani ve škáře, potní žlázy jsou zakrnělé a v kůži řídce.
- nášlapové polštářky na prstech a na dlani, drsná kůže, málo svaloviny, málo tuku
- slepé střevo: 3 cm dlouhé (tračník je dlouhý 12 cm)
- plíce: levá plíce pulmo sinister má jeden lalok, pravá plíce pulmo dexter má čtyři laloky (latinsky lobus cranialis, medius, caudalis, accessorius). Na rozdíl od plic člověka, jehož levá plíce má 2 laloky (lobus superior, inferior) a pravá plíce 3 laloky (superior, medius, inferior).
- počet chromozomů: 40 (19 párů autozomů, 2 pohlavní gonozomy)[7]

## Vývoj myši
- Od 6 párů somitů: pravidelné kontrakce srdce.
- Obecně je nejdůležitější fáze vývoje od 7,5–8 dne p. c. (objeví se neurální rýha (early headfold stage)) až pod 9,5–10 dne p. c. (objeví se přední končetiny).
- inverze zárodečných vrstev (inversion of the germ layers, „turning“, axial rotation). Je to u myši a všech hlodavců, ale není u dalších savců. V období od 7,5–8 dne (6–8 párů somitů) až 9–9,5 dne (14–16 párů somitů, tzn. Theiler fáze 12–13).
- Ve věku nad 11,5 dne lze určit fázi i jen zvenku morfologicky (i jen podle nenařezaného materiálu.)
- Theiler fáze 19 a výše je lepší nepopisovat fázemi ale přímo věkem myši.
- U myši je přechod embryo → fétus (asi Theiler fáze 23, fétus je včetně TS 23) velmi krátké období vývoje . Proto je v mnoha publikacích o vývoji myší u všech fází pojem „embryo“.

## Likvidace
Omezení zdrojů potravy a jejich uchovávání na hlodavcům nepřístupných místech a především zaslepení všech možných přístupů do obytných prostor. Dále pak systematické položení deratizačních boxů s nástrahou + kontrola a pravidelné doplňování odebraných nástrah.

## Myši v historii
Myši byly obecně považovány za nepříjemná a obtížná stvoření. V období středověku se o nich tradovala pověra, že vznikají z chuchvalců špíny a prachu.